# 魯比 (密西西比州科派亞縣)
魯比（英語：Ruby）是位於美國密西西比州科派亞縣的非建制地區。

## 地理
魯比所處的海拔為高於海平面85米（即279英呎），而該地所採用的時區為UTC-6，即北美中部時區（CST）。同時該地設有夏令時間，為UTC-6調快一小時，即UTC-5（CDT）。